# La Orden (grupo supremacista)
La Orden, conocida también como Brüder Schweigen (los hermanos guardan silencio o el silencio de los hermanos, en alemán), la Hermandad Silenciosa y en menor medida como Movimiento de Resistencia Aria, fue un grupo paramilitar supremacista activo en los Estados Unidos entre septiembre de 1983 hasta diciembre de 1984. El grupo recaudó fondos a través de atracos a mano armada. Diez miembros enfrentaron juicios y fueron condenados por crimen organizado.
Su historia ha sido llevada a la gran pantalla en la película The Order (2024).

## Historia
La Orden fue fundada por Robert Jay Mathews en septiembre de 1983 en su granja a las afueras de Metaline Falls, Washington. La granja de Matthews se cree que fue de los primeros campos de entrenamiento del grupo. Mathews fue bautizado al mormonismo en 1969. Formó los "Hijos de la Libertad", una milicia anticomunista compuesta mayoritariamente por supervivencialistas mormones y asociados a John Singer, pero que no tenía relación alguna con la organización estadounidense histórica homónima salvo haberle servido de inspiración.  
Un objetivo fundamental de La Orden era crear una revuelta contra el gobierno estadounidense, cuyos miembros y los de otros grupos supremacistas creían que el actual gobierno era controlado por un grupo de judíos internacionalistas y/o leales a su etnia. El nombre del grupo fue elegido a partir de, y en parte modelado por el grupo terrorista ficticio de la novela Los Diarios de Turner escrita por William Luther Pierce. Los objetivos de La Orden incluían el establecimiento de una patria (el llamado Imperativo Territorial del Noroeste), en donde los judíos y los no-blancos no tendrían acceso. Ellos a menudo se referían al gobierno federal de los Estados Unidos como ZOG, acrónimo en inglés de Zionist Occupation Government (gobierno de ocupación sionista). Algunos miembros relevantes de La Orden fueron Randy Evans, Gary Yarborough, Bruce Pierce, Denver Parmenter, Frank DeSilva (también conocido como Frank Silva), Richard Scutari, David Lane, Randy Duey, y David Tate.
La Orden redactó una lista de asesinato de enemigos y el 18 de junio de 1984, el presentador radiofónico Alan Berg, fue asesinado delante de su casa por Bruce Pierce, apoyado por otros miembros de La Orden. Berg era número dos en la lista de La Orden.
En diciembre de 1984, las autoridades fueron capaces de seguir a Mathews hasta una casa en la isla Whidbey, Condado de Island donde se le obligó a rendirse. Durante el tiroteo, la casa fue incendiada por bengalas incendiarias y resultó envuelta en llamas, matando a Robert Jay Mathews. Después de esto, Mathews fue considerado un mártir por algunos nacionalistas blancos.

### Financiación
Luego, el grupo discutió la forma de financiación para su campaña armada, considerando ocuparse con la tala de árboles y contratos para proveer madera, falsificación de dinero, financiación de diáspora desde países petroleros y robos a mano armada. Aunque los contratos para proveer madera eran legales, la falsificación de dinero caló en los ideales del grupo porque subminaba al gobierno al devaluar la moneda estadounidense. Inicialmente el robo fue descartado por su naturaleza pecaminosa, hasta que alguien sugirió que podrían atracar a proxenetas y narcomenudistas locales, de lo cual obtendrían dinero para la organización así como introducir delincuentes comunes en sus negocios.
La organización ganó la licitación de un contrato maderero para abrir un sendero en Salmo-Priest Wilderness. Después de cinco horas de arduo trabajo, Mathews decidió dar por terminada la labor y volver a casa. Cuando se dirigía a los camiones, David Lane murmuró, "Bien, tenemos que ser mejores pensadores que nuestros padres, porque estamos seguros que no somos los hombres que ellos fueron", mientras Mathews mencionó que el pago por el trabajo "de cualquier modo no podía financiar a la Derecha por una semana". La Orden decidió probar suerte en robos a mano armada, intentando asaltar proxenetas y narcomenudistas. Después de semanas de seguir a hombres negros que iban en automóviles llamativos y dándose cuenta no tenían la más mínima idea de como lucía un proxeneta o un narcomenudista, decidieron llevar a cabo otros crímenes para financiarse.
La Orden obtuvo fondos a través del robo a mano armada. Esto empezó con el robo de una tienda de películas pornográficas, de donde tomaron $369,10 dólares, sucedido el 28 de octubre de 1983. Sus robos posteriores fueron más eficaces, incluyendo un robo de banco, seguido por una serie de tres robos a camiones blindados. En los robos de camiones blindados, tomaron un total de $4,1 millones, incluyendo su último robo a un camión blindado en las afueras de Ukiah, California donde robaron $3,8 millones.
El 22 de abril de 1984, Gary Lee Yarbrough, militante de la Orden detonó un bomba incendiaria en un cine de Seattle (sin causar heridos o daños), para ocupar la policía durante su segundo robo planificado a un camión blindado que tuvo lugar al día siguiente. Las ganancias de estos robos fueron distribuidas entre los dirigentes de organizaciones aliadas, tales como William Luther Pierce (Alianza Nacional) y Frazier Glenn Miller (Partido Patriota Blanco).
El 29 de abril de 1984 dos miembros de La Orden, Richard Kemp y Bruce Carroll Pierce, colocaron una bomba en un espacio debajo de la cocina cerca de la parte trasera de la Sinagoga Congregation-Ahavath Israel en Boise, Idaho. La bomba, que fue fabricada por Pierce y consistía en tres cartuchos de dinamita, un detonador eléctrico, una batería y un temporizador, causó daños menores en la cocina y el equipo de calefacción de la sinagoga, por un monto de $ 4,000. No hubo víctimas como resultado de la explosión, que Pierce describió más tarde como un "acto de guerra" para servir "al bien común", aunque inicialmente pretendía que el atentado fuera una prueba de su dispositivo casero. Sin embargo, el atentado ocurrió al comienzo de una convención nacional de una semana para conmemorar a las víctimas del Holocausto.
La Orden también falsificó billetes, pero sus billetes eran de una calidad pobre, especialmente en sus comienzos, por ello Bruce Pierce fue arrestado, y a partir de ahí comenzó la debacle del grupo.

### Caída
El 18 de junio de 1984 el prominente y controvertido presentador judío de un programa de radio que se oponía abiertamente al racismo, Alan Berg, fue asesinado por miembros de La Orden frente a su residencia en 1445 Adams Street en Denver, Colorado. Después de seguir y observar la rutina de Berg días antes de su asesinato, alrededor de las 9:21 p. m., Robert Mathews, David Lane y Bruce Carroll Pierce, vieron a Alan Berg entrar en su camino de entrada, momento en el que Pierce se acercó a Berg cuando salía de su Volkswagen Escarabajo, disparándole a quemarropa en la cabeza y el cuerpo con una Ingram MAC-10. Berg sufrió un total de 34 heridas y murió instantáneamente.
La Orden finalmente fue debilitada cuando un miembro, Tom Martínez, se acercó al FBI y se ofreció a convertirse en informante. Su papel en la organización había sido pasar dinero falso y había sido arrestado el 29 de junio de 1984 por pasar billetes falsos de diez dólares para comprar licor. Después de que fue liberado por su propia cuenta, Mathews lo convenció de pasar a la clandestinidad y durante este período Martínez se enteró de que Mathews tenía la intención de matar al dueño de la licorería para evitar que testificara. Cuando se enteró del plan de Mathews, Martínez se acercó al FBI y se ofreció a convertirse en informante.
Cuatro miembros del grupo fueron acusados de su asesinato bajo los cargos de violar los derechos civiles de Berg: David Lane, Bruce Carroll Pierce, Jean Margaret Craig, quien ayudó a recopilar información en una carpeta de inteligencia sobre la vida y el paradero de Berg durante aproximadamente tres semanas antes de su asesinato, y Richard Scutari, quien ayudó a diseñar el plan de acción para el asesinato. Solo Lane y Pierce fueron condenados y sentenciados por el asesinato.

### Condena
Diez miembros de La Orden fueron juzgados y condenados bajo los estatutos de la Ley de Organizaciones Influenciadas por Raqueteros y Corruptas con la ayuda del testimonio de Frazier Glenn Miller, quien testificó contra los miembros de La Orden para que se redujera su propia sentencia. En un juicio separado, otros tres miembros fueron juzgados y condenados por violar los derechos civiles de Alan Berg. Nadie fue acusado del asesinato de Berg. David Lane, el conductor del automóvil con el que fugaron los agresores de Berg, fue sentenciado a 190 años consecutivos por cargos de crimen organizado, conspiración y violación de los derechos civiles de Berg. Murió en prisión en 2007.
El miembro de La Orden Bruce Pierce fue sentenciado a 252 años de prisión por su participación en el asesinato de Berg y murió por causas naturales en el Complejo Correccional Federal de Allenwood el 16 de agosto de 2010 a la edad de 56 años. Al igual que Mathews, Lane y Pierce son considerados por muchos supremacistas blancos como héroes, presos políticos y mártires. En otro juicio, 14 hombres fueron acusados de sedición, conspiración y violaciones de los derechos civiles. Trece de ellos fueron absueltos y el juez desestimó los cargos contra el decimocuarto por falta de pruebas.
Un informe de 2011 de la NPR afirmó que algunas de las personas asociadas con este grupo fueron encarceladas en una Unidad de Gestión de la Comunicación sumamente restrictiva. Richard Scutari, miembro de la Orden, fue condenado a 60 años de prisión en 1986 y fue transferido a la USP Marion CMU en julio de 2008.

## La Orden II
La Orden II, o también conocida como Bruder Schweigen Strike Force II, fue un intento de David y Deborah Dorr por perpetuar los atentados de La Orden original, además los dos estuvieron anteriormente en Nación Aria, y centrando sus actividades en el estado de Idaho. El primer atentado realizado por el grupo fue el 6 de marzo de 1986 enviando una bomba empaquetada a Gary Solomon, un empresario judío local y propietario de la empresa Solomon Trucking en Hayden Lake, Idaho.
No hubo víctimas en el incidente y se desconoce si la explosión provocó daños materiales. Esta bomba fue enviada por David Dorr, líder de La Orden II, un grupo que surgió de La Orden original, que previamente se había derrumbado. La Orden II (Bruder Schweigen Strike Force II) también era antigubernamental, lo que el grupo creía que era injusto, así como antisemita.
El 7 de agosto del mismo año una bomba de tubo de 12 pulgadas explotó en el taller de reparación de automóviles perteneciente a Fred Bower en Hayden, Idaho, causando daños por alrededor de $2.000 dólares. No hubo víctimas como resultado del incidente. Los perpetradores, David y Deborah Dorr, y el presunto perpetrador Edward W. Hawley, eran miembros del Bruder Schweigen Strike Force II.
El 16 de septiembre de 1986 se reportó la explosión en frente de la casa de un sacerdote católico en la ciudad de Coeur d'Alene, en Idaho, que no dejó heridos, solamente daños materiales. El 29 de septiembre de 1986, su último atentado tuvo como objetivo un edificio federal, una tienda de teléfonos y valijas y el estacionamiento de un restaurante en Coeur d'Alene, sin dejar heridos.
La ATF y las fuerzas de seguridad locales, estatales y federales recolectaron evidencias de la escena de la explosión y ejecutaron una orden federal de registro en la residencia de Dorr tres días después. Agentes especiales descubrieron un cobertizo que albergaba fusiles de asalto AR-15 que violaban las leyes federales de armas de fuego, además de otras 30 armas de fuego, grandes cantidades de municiones y dinero falso. También descubrieron piezas para fabricación de bombas que estaban relacionadas con la explosión del 29 de septiembre, así como los atentados anteriores. Los militantes recibieron condenas y sentencias federales que van de 6 a 30 años y condenas estatales que les valieron sentencias que van desde 5 años hasta cadena perpetua.